# 温奈·圭毕达
温奈·圭毕达（羅馬化：Winai Kraibutr，1969年6月16日—2024年3月20日），后改名哈特萨奈·圭毕达，昵称Mek，是一位泰国男演员兼商人。1999年，因在改编自泰国民间传说鬼妻娜娜的电影《幽魂娜娜》中饰演男主马戈（Pee Mak）而为人熟知。

## 个人背景
1969年6月16日，温奈·圭毕达出生于泰国甲米府兰达岛。他是一名穆斯林，因生前患有某种疾病而在别人的建议下皈依了佛教 。毕业于马来西亚国立大学，获得了学士学位，并在苏南达皇家大学攻读管理学硕士学位。
除了演艺事业，他还经营着化肥生意。

## 个人生活
温奈·圭毕达与Chonlada Saensinrangsi（Ae）于2011年3月30日结婚，两人通过互联网认识，后育有三子一女。

### 逝世
经过多年与罕见皮肤病类天疱疮的斗争，温奈于2024年3月20日深夜11时49分在曼谷赛迈区CGH赛迈医院因血压下降导致血液感染、心跳变弱，最终死亡，享年53岁。